# Ribadesella
Ribadesella (em castelhano) ou Ribeseya (em asturiano) é um concelho (município) da Espanha na província e Principado das Astúrias. Tem 84,37 km² de área e em 2019 tinha 5 746 habitantes (densidade: 68,1 hab./km²).

## Demografia
| Variação demográfica do município entre 1991 e 2004 | Variação demográfica do município entre 1991 e 2004 | Variação demográfica do município entre 1991 e 2004 | Variação demográfica do município entre 1991 e 2004 |
| --------------------------------------------------- | --------------------------------------------------- | --------------------------------------------------- | --------------------------------------------------- |
| 1991                                                | 1996                                                | 2001                                                | 2004                                                |
| 6364                                                | 6295                                                | 6252                                                | 6220                                                |

## Património
- Cueva de Tito Bustillo — gruta que alberga pinturas e gravados dos períodos pré-magdaleniano e magdaleniano (22 000–10 000 a.C.)